# Bo Berglund
Bo Berglund (Själevad, 6 aprile 1955) è un ex hockeista su ghiaccio svedese.

## Palmarès

### Olimpiadi invernali
- 2 medaglie:
  - 2 bronzi (Lake Placid 1980; Calgary 1988)